# Heterotropus emelijanovi
Heterotropus emelijanovi är en tvåvingeart som beskrevs av Zaitzev 1972. Heterotropus emelijanovi ingår i släktet Heterotropus och familjen svävflugor.
Artens utbredningsområde är Mongoliet. Inga underarter finns listade i Catalogue of Life.